# Soraya Chemaly
Soraya Chemaly, née en 1966 en Floride, est une autrice et militante féministe américaine et bahaméenne. Elle est devenue célèbre aux États-Unis et dans différents pays, notamment en Allemagne, avec son essai à l'immense succès Le pouvoir de la colère des femmes.

## Jeunesse et éducation
Soraya Lisa Catherine Chemaly est née en Floride en 1966. Ses parents sont Edward et Norma Chemaly, originaires de Nassau. La famille descend de chrétiens arabes ayant émigré de Jordanie et du Liban vers les Bahamas et Haïti dans les années 1920. Soraya grandit aux Bahamas, où ses parents étaient propriétaires d'une chaîne de boutiques de souvenirs, et reçoit une éducation catholique stricte.
Après avoir obtenu un diplôme de la Phillips Academy à Andover, dans le Massachusetts, elle fait des études supérieures sur la théologie catholique, l'histoire et le genre. Durant cette période, elle crée le magazine féministe The New Press. Elle est diplômée avec mention Magna cum laude de l'Université de Georgetown à Washington, DC en 1988. Au moment où elle quitte l'université, elle se définit comme « athée féministe ». Elle adhère durant ses études à la sororité Phi Beta Kappa.

## Carrière
Dans les années 1990, elle a travaillé pour la société de médias Gannett Company à Washington, DC. Jusqu'en 2010, elle a travaillé comme consultante en marketing dans le secteur des médias et de l'informatique.
En tant que journaliste indépendante et autrice d'idées, elle a notamment écrit pour The Atlantic, Time, The Guardian, Huffington Post et le magazine féministe Ms.. Son travail traite en particulier de la liberté d'expression, du genre, des droits des femmes, des violences sexistes et sexuelles, des médias et des technologies. Elle est en outre directrice du Women's Media Centre Speech Project, une initiative visant à promouvoir la participation des femmes au débat politique.

## Vie personnelle
Soraya Chemaly est mariée depuis 1992 et mère de trois filles. Elle vit à Washington. Sa belle-mère, Patricia Bleecker Jones, a été présidente des Colonial Dames of America (en).

## Récompenses
En 2015, Soraya Chemaly a remporté le « Donna Allen Award (en) » pour son plaidoyer féministe et le « Secular Woman Feminist Activism Award » de l'Association pour l'éducation au journalisme et à la communication de masse. En 2014, elle a été désignée comme l'une des 25 femmes les plus inspirantes à suivre sur Twitter par le magazine Elle. En 2016, elle a aussi reçu le prix Femmes et Médias du Women's Institute for Freedom of the Press (WIFP). Elle a enfin été co-récipiendaire du prix Mirror 2017 de la Newhouse School of Public Communications pour le meilleur reportage individuel de 2016, un reportage d'investigation sur la liberté d'expression et la modération du contenu en ligne.

## Réception
Le premier livre de Soraya Chemaly, Rage Becomes Her: The Power of Women's Anger, a été publié en 2018 et a notamment reçu un excellent accueil dans le New York Times et le Washington Post. Le New Yorker a consacré un essai approfondi au livre. L'autrice y présente un examen circonstancié des causes de la colère féminine, souvent rentrée et contre-productive, pour l'analyser comme outil d'émancipation et de lutte contre les stéréotypes dans une lecture intersectionnelle des sphères publiques et privées. Le livre a été traduit en 2019 en langues française (par Hélène Collon), italienne, espagnole et néerlandaise. Il a été traduit en langue allemande par Suhrkamp Verlag en mai 2020 sous le titre Speak out ! Le pouvoir de la rage féminine et a bénéficié en Allemagne d'une réception particulièrement favorable.
Dans ce livre, l'essayiste explore « toutes les variantes actuelles de discrimination à l'égard des femmes » ; en tant que femme de couleur sensible aux implications intersectionnelles du genre, elle « pense toujours à la discrimination raciste, ainsi qu'à la discrimination des personnes queer», écrit Susanne Billig dans Deutschlandfunk Kultur. Elle évolue de manière « passionnante » entre des rapports d'expérience captivants et des recherches impressionnantes en études psychologiques, sociologiques, biologiques et politiques. Susan Vahabzadeh (Süddeutsche Zeitung) a lu le livre comme « alternativement un manifeste enflammé, un rapport d'auto-expérience et une dérivation d'études ». La plupart des femmes seraient d’accord avec Soraya Chemaly par expérience : la colère n’est pas la bienvenue chez les femmes. Dans le TAZ, Helen Roth conclut que le livre de Soraya Chemaly « met fin au mythe des femmes dépeintes en Xanthippes brutales et vindicatives», développant « une image des femmes qui a le pouvoir de remodeler la société en la rendant plus libre et plus ouverte. »

## Œuvres choisies
Monographie
- La rage lui va si bien. Le pouvoir de la colère des femmes, Atria Books, New York, 2018,  (ISBN 978-1-5011-8955-5)
  - traduction allemande par Kirsten Riesselmann et Gesine Schröder, Suhrkamp Verlag, Berlin 2020,  (ISBN 978-3-518-46946-0)